# Mahmudiye, Sapanca
Mahmudiye là một xã thuộc quận Sapanca, tỉnh Sakarya, Thổ Nhĩ Kỳ. Dân số thời điểm năm 2008 là 574 người.